# 孫體元
孫體元（？—?），字復一，山東濱州人。明朝末年政治人物。

## 生平
万历二十九年（1601年）登辛丑科进士，三十一年任山西大同县知县。擢兵部主事。以才学兼优，迁礼部主事，令教习驸马冉興讓。升主客司员外郎、郎中。历官河南参政，修学校、锄豪恶。仕终陕西参政。